# Una isla (Teatro digital)

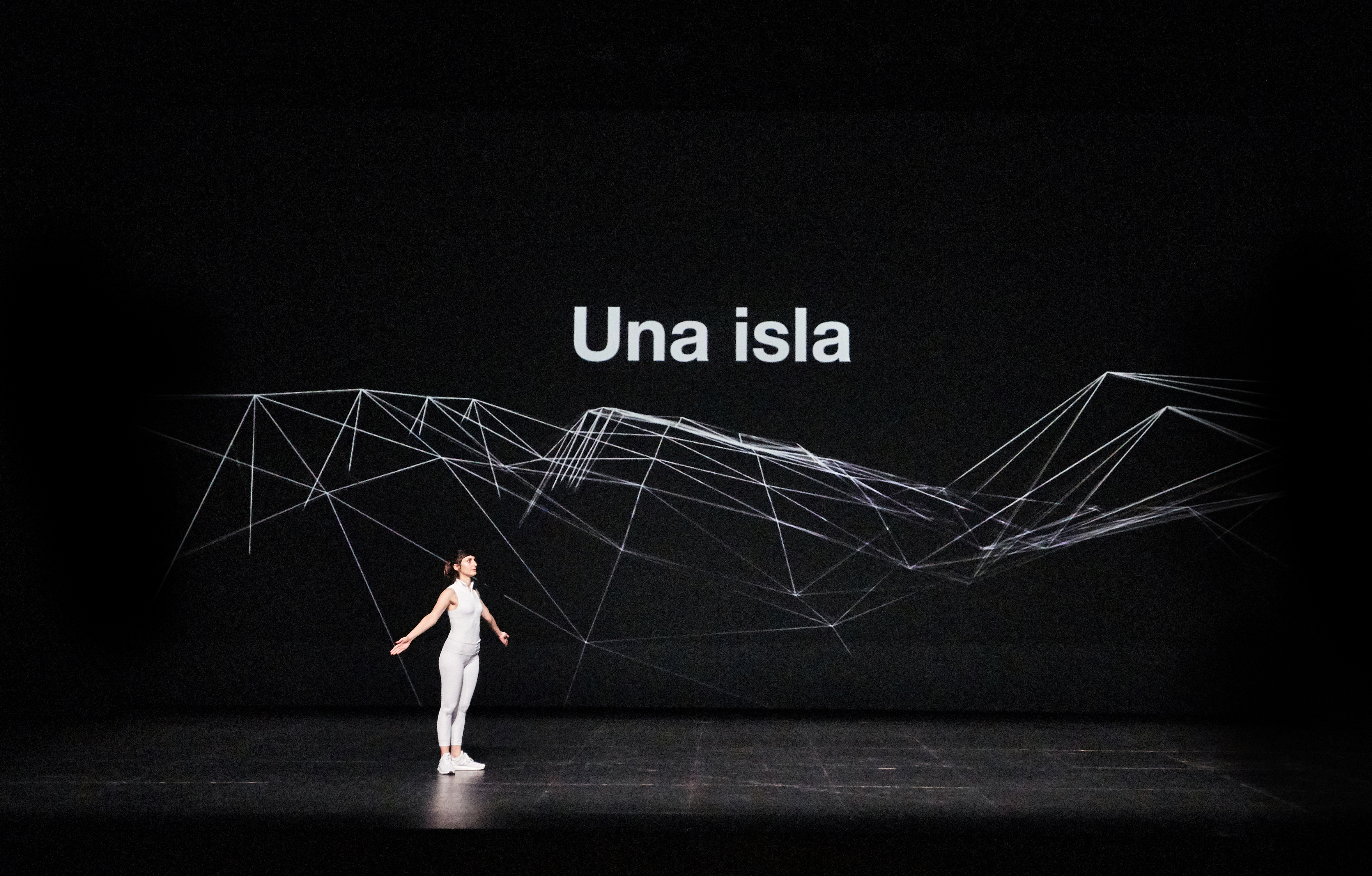

Una isla es una obra teatral creada por la compañía Agrupación Señor Serrano en 2023, en la que, por primera vez en España, la dramaturgia se articula usando la inteligencia artificial.

## Argumento
La idea primigenia era que la IA imaginara un mundo, en este caso, una isla. A partir de aquí, en diálogo entre los creadores de la obra y la propia IA, la trama cuenta la historia de un náufrago que tiene la necesidad de trasladarse de isla, momento en el que aparecen el resto de personajes de la obra. Según sus creadores, la isla funciona como una metáfora del mundo, en cualquier lugar y en cualquier situación imaginable.

## Equipo
- Dirección y dramaturgia: Àlex Serrano y Pau Palacios
- Asistente de dramaturgia: Carlota Grau
- Performers: Carlota Grau, Lia Vohlgemuth, Sara Montalvão, Bartosz Ostrowski y nueve performers locales
- Performer holográfica: Eva Torróntegui
- Escenografía y vestuario: Xesca Salvà
- Diseño de luces: Cube.bz
- Música: Nico Roig
- Vídeos holográficos: David Negrão
- Programación de vídeo: David Muñiz
- Regidora y performer: Camille Latron
- Inteligencias artificiales utilizadas durante el proceso de creación: GPT-3, Bloom, ChatGPT, DALL·E, StableDiffusion,Midjourney,FILM
- Coordinación de producción: Barbara Bloin
- Producción ejecutiva Paula S. Viteri
- Management: Art Republic

## Estreno
El estreno se produjo en el Teatro Lliure de Montjuïc, dentro de la programación del Festival Grec de Barcelona,  el 7 de julio de 2023.

## Recepción
La crítica  especializada resaltó el uso de la inteligencia artificial y aspectos formales de la obra. En algunos casos, se cuestionó la simpleza del  texto.
En sectores de las industrias creativas, la obra ha generado polémica debido al uso de la IA, que se siente como una amenaza.